# Albrecht III. Sasko-Wittenberský
Albrecht III. Sasko-Wittenberský (1375/1380, Wittenberg, před 12. prosincem 1422, Wittenberg) byl poslední vévoda sasko-wittenberský z dynastie Askánců a kurfiřt Svaté říše římské národa německého. Albrecht III. bývá občas zaměňován s jeho bratrancem Albrechtem Sasko-Lauenburským.

## Život
Když byl kurfiřt Rudolf III. Saský v roce 1419 otráven a zemřel, převzal jeho nejmladší bratr Albrecht, vladařské povinnosti Sasko-wittenberského vévodství a také armádu.

## Rodina
Albrecht byl synem vévody Václava Saského. 14. ledna 1420 se oženil s Eufemií z Olešnice, dcerou slezského knížete Konráda III. z Olešnice. Toto manželství bylo bezdětné.